# Colchicine
La colchicine est un alcaloïde tricyclique très toxique, extrait au départ des colchiques (plantes du genre Colchicum), principalement le colchique d'automne.
Sa masse moléculaire est de 399,43 g/mol.

## Propriétés physiques et chimiques
| - (R)-colchicine. - (S)-colchicine. |

Il existe deux énantiomorphes de la colchicine : la (R)-colchicine et la (S)-colchicine. C'est cette dernière qui a été extraite de la colchique et qui a des fonctions thérapeutiques.
Certaines sources donnent pour le point de fusion de la colchicine différentes valeurs : 142,2 à 150 °C et 156,0 °C, d'autres disent qu'elle se décompose au lieu de fondre, à 155–157 °C.

## Historique
L'extrait de colchique est décrit comme traitement de la goutte dans De Materia Medica de Pedanius Dioscoride (publié entre l’an 50 et 70 de notre ère).
L'alcaloïde, la colchicine, a été isolé en 1820 par les chimistes français Pierre Joseph Pelletier et Joseph Bienaimé Caventou. Plus tard, on l'identifia comme un alcaloïde tricyclique et ses effets sur la goutte, de soulagement de la douleur et d'anti-inflammatoire furent mis en relation avec sa liaison avec la tubuline, une protéine.
Initialement utilisée pour le traitement des rhumatismes, en particulier la goutte, pour ses effets anti-inflammatoires et le soulagement de la douleur que cela provoque, la colchicine était également prescrite pour ses effets cathartiques et émétiques. De nos jours, son rôle se limite au traitement de la goutte (surtout les crises aiguës), de la maladie périodique, la polychondrite chronique atrophiante en première intention ainsi qu'en 2e intention dans la péricardite aiguë après échec de l'aspirine.
Cette molécule est souvent utilisée pour établir un caryotype car en inhibant la polymérisation des microtubules, la colchicine va bloquer la mitose en métaphase, phase à laquelle les chromosomes sont apparents. Ainsi, après la mort de la cellule (induite par la colchicine), on peut établir le caryotype.

## Pharmacocinétique
Par voie orale, l’absorption digestive est rapide avec un pic sérique à une heure environ. La biodisponibilité est d'environ 50 %. La cinétique se caractérise par un deuxième pic à la sixième heure (cycle entéro-hépatique ). Elle se fixe sur l'albumine de manière indépendante à sa concentration. Elle se concentre dans les leucocytes où elle peut subsister durant plusieurs jours.
Elle est métabolisée par le Cytochrome P450 3A4, avec les interactions médicamenteuses que cela implique, avec une élimination essentiellement hépatique.

## Fonction biologique
Elle désorganise le cytosquelette en se liant à la tubuline, ce qui inhibe la polymérisation des principaux constituants des microtubules. Non seulement cela bloque la mitose (division cellulaire), un processus qui dépend fortement des changements du cytosquelette, mais de plus cela inhibe la mobilité et l'activité des neutrophiles, entraînant un effet anti-inflammatoire net. Par ailleurs, elle inhibe l'adhésion de ces derniers à l'endothélium en diminuant l'expression de certaines sélectines ainsi que la production d'anions superoxide induite par les cristaux d'acide urique.
Elle a un effet direct anti-inflammatoire par inhibition du NLRP3, constituant de l'inflammasome.

## Colchicine comme médicament
La colchicine est souvent prescrite pour traiter l'arthrite goutteuse, la fièvre méditerranéenne familiale – « FMF » (aussi connue sous le nom de maladie périodique : elle est alors donnée à petites doses pendant plusieurs années, permettant de réduire le risque d'évolution vers une amylose ou une dégradation de la fonction rénale) ou la maladie de Behçet.
Elle est efficace dans le traitement des péricardites récidivantes ou récalcitrantes lorsqu'elle est donnée en complément des traitements anti-inflammatoires habituels, avec une diminution des symptômes et du risque de récidive. Elle diminuerait également la survenue de péricardite après intervention chirurgicale cardiaque ainsi que le nombre de fibrillation auriculaire en post-opératoire.
On l'utilise également dans le traitement en première intention de la polychondrite chronique atrophiante.
Le thiocolchicoside (Coltramyl, Miorel), un dérivé semi-synthétique, est utilisé comme myorelaxant.
Donnée au long cours, elle pourrait être protectrice contre les maladies cardio-vasculaires, tant en prévention primaire que secondaire. En particulier, donnée à petites doses (0.5 mg par jour) après un infarctus du myocarde, elle permet de diminuer le taux de complications (essentiellement récidive d'angine de poitrine et survenue d'un accident vasculaire cérébral). Cette efficacité est essentiellement visible si le médicament est donné dans les tout premiers jours de l'hospitalisation avec une excellente tolérance à long terme. Une explication pourrait être une action anti-inflammatoire, une baisse du taux de CRP ayant été décrite sous ce traitement. Une autre serait une stabilisation de la plaque d'athérome au niveau des artères coronaires. Cependant, ce bénéfice n'a pas été retrouvé dans une autre étude.

## Covid-19
Des chercheurs de l'Institut de Cardiologie de Montréal avancent, sur la base d'une étude clinique randomisée à double-insu, menée sur 4 500 participants que la colchicine permet de réduire les hospitalisations, intubations et décès liés à la Covid-19. Selon Jean-Claude Tardif, directeur du Centre de recherches de l’Institut de Cardiologie de Montréal, «l’étude Colcorona a fourni des résultats convaincants de réduction de plus de 20 % des hospitalisations ou des décès liés à la COVID-19 avec la colchicine, comparativement au placebo (...). Quand on a affaire à des patients qui ont eu un test qui formellement prouve leur diagnostic de COVID-19, le résultat avec la colchicine est encore meilleur, c’est-à-dire une réduction de 25 % des hospitalisations, de 50 % du besoin de ventilation mécanique avec un respirateur et de 44 % des décès.» (délai moyen de traitement de 5 jours) Les résultats de l'étude ont été publiés dans The Lancet Respiratory Medicine, en août 2021.
Une étude sur un échantillon de seulement 75 personnes, publiée le 4 février 2021 dans le British Medical Journal rapporte également des résultats positifs. Néanmoins, le 5 mars 2021, l'essai clinique britannique Recovery conclut que la colchicine est inefficace sur la mortalité pour les patients hospitalisés atteints de Covid-19 (délai médian de traitement de 9 jours). Dans une étude de cohorte rétrospective sur 25000 vétérans américains, la colchicine est corrélée a une baisse de la mortalité d'au moins 33%.

## Toxicité et effets indésirables
Les effets indésirables de la colchicine, dose-dépendants, peuvent être parfois graves. Le plus courant est la survenue d'une diarrhée, évocatrice d'une dose toxique. La spécialité Colchimax contient un antidiarrhéique associé : poudre d'opium et un antispasmodique : le méthylsulfate de tiémonium. Ces deux produits peuvent être responsables d'effets indésirables. Le méthylsulfate de tiémonium, en particulier, par son action atropinique, peut provoquer une rétention urinaire chez l'homme. La revue Prescrire précise : « L'association colchicine + poudre d'opium + tiémonium dans la spécialité Colchimax, a une balance bénéfices-risques défavorable, notamment dans la crise de goutte et la péricardite aiguë, en raison de la présence de la poudre d'opium et du tiémonium, qui masquent les diarrhées, un des premiers signes de surdose parfois mortelle de la colchicine. »
- Effets indésirables réversibles : azoospermie, leuco-neutropénie, urticaire, éruptions morbilliformes.
- L'augmentation du risque d'infection n'est pas retrouvée dans toutes les études. Ainsi une augmentation (faible) du nombre de pneumopathies infectieuses[37] n'a pas été retrouvée dans une autre étude[38].
- Toxicité (accidents de surdosage)[39] : diarrhées, nausées ou vomissements constituant les premiers signes d'un surdosage, douleurs abdominales, paralysie neuro-musculaire progressive, leucopénie, thrombopénie, agranulocytose, alopécie au 10e jour, convulsions, atteinte rénale, choc septique et, enfin, détresse respiratoire.

La colchicine est toxique à partir de 10 mg et mortelle au-delà de 40 mg. Le traitement consiste en un lavage gastrique ou une aspiration duodénale avec antibiothérapie et éventuelle réanimation.
La toxicité de la colchicine peut être majorée par l'association à certains médicaments, notamment en cas d'insuffisance rénale préalable :
- diurétiques, anti-inflammatoires non stéroïdiens, IEC, sartans, ciclosporine, vérapamil ;
- macrolides (sauf spiramycine), notamment la clarithromycine ;
- statines et fibrates ;
- à part l'association à la fluindione qui majore l'effet anticoagulant, d'où un risque hémorragique accru.

## Usage en laboratoire
En biologie, la colchicine est également utilisée pour modifier les chromosomes et induire une polyploïdie dans les cellules  en cours de mitose. Elle est aussi utilisée pour réaliser un caryotype.
Pour doubler les chromosomes d'une variété donnée, les graines sont trempées 24 heures dans une solution de colchicine à 0,15 %. La colchicine étant relativement destructrice, il arrive que nombre de graines ne survivent pas au choc. Celles qui survivent donnent des plants poussant de façon anormale (feuilles difformes ou en surnombre, croissance plus rapide, etc.). Il est souvent affirmé qu'il faut se méfier des fruits produits par la première génération de ces graines car ceux-ci pourraient conserver des traces de toxicité mais ceci est impossible puisqu'il ne peut en rester que des traces infinitésimales et que la toxicité commence chez l'homme à partir de 10 mg : même la graine initiale traitée pourrait être consommée sans danger, elle en contient largement moins qu'un simple traitement médical journalier...
Il est aussi possible d'encourager la formation d'une tétraploïdie sur une variété diploïde en appliquant cette solution de colchicine sur les jeunes bourgeons en tout début de croissance.
En génétique moléculaire et en amélioration variétale, la colchicine est aussi utilisée pour obtenir des individus diploïdes homozygotes directement à partir de gamètes (haplo-diploïdisation). Cette méthode permet d'obtenir des lignées pures en une seule génération.